# Herzberg (Elster)
Herzberg (Elster) – miasto w Niemczech w kraju związkowym Brandenburgia, siedziba powiatu Elbe-Elster, nad rzeką Czarną Elsterą.

## Nazwa
Urzędowa forma nazwy jest dwuczłonowa, przy czym drugi wyraz zapisywany jest w nawiasie; potocznie nazwę miasta skraca się do samego Herzberg.

## Komunikacja
W terenie obszaru miasta krzyżują się dwie drogi: droga krajowa B 101 i droga krajowa B87.

## Współpraca międzynarodowa
- Büdingen, Hesja
- Dixon, USA
- Soest, Nadrenia Północna-Westfalia
- Świebodzin, Polska

## Ludzie urodzeni w Herzbergu (Elster)
- Werner Janensch – niemiecki paleontolog i geolog